# Homalopeltis chrysobalani
Homalopeltis chrysobalani är en svampart som först beskrevs av Paul Christoph Hennings, och fick sitt nu gällande namn av Batista & Valle 1961. Homalopeltis chrysobalani ingår i släktet Homalopeltis, divisionen sporsäcksvampar och riket svampar.   Inga underarter finns listade i Catalogue of Life.